# Heinrich Küppers (Historiker)

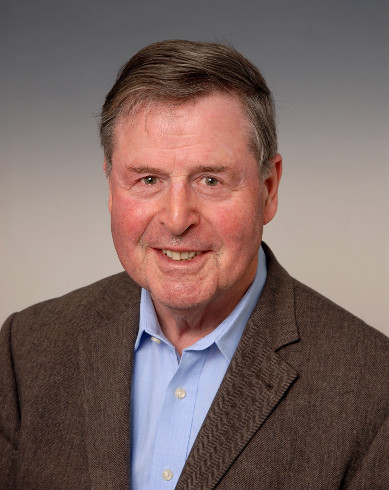
Heinrich Küppers, 2015

Heinrich Küppers (* 10. November 1939 in Heinsberg) ist ein deutscher Historiker.

## Leben
Heinrich Küppers begann seine Laufbahn als Wissenschaftler mit einer Dissertation über den Katholischen Lehrerverband in der Übergangszeit von der Weimarer Republik zur Hitlerdiktatur. Sie wurde im Jahre 1974 von der Pädagogischen Hochschule in Aachen als Promotionsleistung angenommen. Sein Doktorvater war Johannes Erger. Im Jahre 1983 wurde er dort, und nachdem die Pädagogische Hochschule in eine Pädagogische Fakultät der RWTH Aachen umgewidmet worden war, mit einer Studie über die Bildungspolitik im Saarland in der Zeit seiner Autonomie von 1945 bis 1955 habilitiert. Zuerkannt wurde ihm die Lehrbefugnis für Neueste Geschichte.
Seit 1986 war Küppers am Historischen Seminar der Bergischen Universität Wuppertal tätig. Im Umfeld seiner Umhabilitation im Jahr 1987 war er zunächst Akademischer Rat. Der Titel eines außerplanmäßigen Professors wurde ihm im Jahre 1990 verliehen. Seine Ernennung zum Akademischen Oberrat erfolgte drei Jahre später. Küppers lebt seit 2005 im Ruhestand. 
Er ist ordentliches Mitglied des Brauweiler Kreises für Landes- und Zeitgeschichte, der Gesellschaft für Rheinische Geschichtskunde und des Deutsch-Französischen Historikerkomitees. Seine Arbeits- und Forschungsschwerpunkte liegen in der westeuropäischen Geschichte des 19. und 20. Jahrhunderts und in der rheinland-pfälzischen und saarländischen Landesgeschichte des 20. Jahrhunderts.

## Schriften (Auswahl)

### Monographien
- Der Katholische Lehrerverband in der Übergangszeit von der Weimarer Republik zur Hitlerdiktatur. Zugleich ein Beitrag zur Geschichte des Volksschullehrerstandes (= Veröffentlichungen der Kommission für Zeitgeschichte. Reihe B: Forschungen. Band 18). Matthias-Grünewald-Verlag, Mainz 1975, ISBN 3-7867-0522-4 (Zugleich: Aachen, Pädagogische Hochschule, Dissertation).
- Bildungspolitik im Saarland 1945–1955 (= Veröffentlichungen der Kommission für saarländische Landesgeschichte und Volksforschung. Band 14). Kommissionsverlag Minerva-Verlag Thinnes & Nolte, Saarbrücken 1984, ISBN 3-477-00068-4 (Zugleich: Aachen, Rheinisch-Westfälische Technische Hochschule (RWTH), Habilitationsschrift).
- Staatsaufbau zwischen Bruch und Tradition. Geschichte des Landes Rheinland-Pfalz 1946–1955 (= Veröffentlichungen der Kommission des Landtags für die Geschichte des Landes Rheinland-Pfalz. Band 14). v. Hase & Koehler Verlag, Mainz 1990, ISBN 3-7758-1226-1.
- Joseph Wirth. Parlamentarier, Minister und Kanzler der Weimarer Republik (= Historische Mitteilungen der Ranke-Gesellschaft. Beiheft 27). Franz Steiner Verlag, Stuttgart 1997, ISBN 3-515-07012-5.
- Johannes Hoffmann (1890–1967). Biographie eines Deutschen (= Forschung und Quellen zur Zeitgeschichte. Band 54). Droste-Verlag, Düsseldorf 2008, ISBN 978-3-7700-1905-2.
- Franz Josef Röder (1909–1979). Baumeister des Bundeslandes Saarland (= Malstätter Beiträge). Conte-Verlag, Sankt Ingbert 2015, ISBN 978-3-95602-031-5.

### Herausgeberschaften
- mit Johannes Erger und Annemarie Haase: Gestaltung und Gefährdung des Rechtsstaates. Arbeitsmaterialien für den politischen Unterricht in der Sekundarstufe I. Oldenbourg Verlag, München 1978, ISBN 3-486-14141-4.
- mit Hermann de Buhr und Volkmar Wittmütz: Die Bergischen, „ein Volk zugespitzter Reflexion“. Festschrift für Karl-Hermann Beeck, Born Verlag, Wuppertal 1992, ISBN 3-87093-046-2.
- mit Hermann de Buhr und Volkmar Wittmütz: Kirche im Spannungsfeld von Staat und Gesellschaft. Festschrift für Günther van Norden (= Schriftenreihe des Vereins für Rheinische Kirchengeschichte. Band 111). Rheinland-Verlag, Köln 1993, ISBN 3-7927-1406-X.
- mit Markus Gestier und Brigitte Steinle: Johannes Hoffmann (1890–1967). Ein Lesebuch aus Quellen (= Malstätter Beiträge). Conte Verlag, Sankt Ingbert 2017, ISBN 978-3-95602-123-7.

### Aufsätze und Beiträge (Auswahl)
- Weimarer Schulpolitik in der Wirtschafts- und Staatskrise der Republik. In: Vierteljahrshefte für Zeitgeschichte 28, 1980, S. 20–46.
- Die Rolle der Saar als politischer Faktor. In: Revue d’Allmagne et des pays de langue allemande 18, 1986, S. 46–62.
- Adenauer und Altmeier im Fernsehstreit 1958–1961. In: Vierteljahrshefte für Zeitgeschichte 35, 1987, S. 625–659.
- Emil Straus, ministre des Affaires culturelles de la Sarre 1947–1951. In: Revue d’histoire diplomatique 101, 1987, S. 61–77.
- Der Faktor Polen in der deutschen Frankreich-Politik 1918–1934. In: Christian Baechler und Klaus-Jürgen Müller (Hrsg.): Les tiers dans les relations franco-allemandes/Dritte in den deutsch-französischen Beziehungen. Im Auftrag des Deutsch-Französischen Historikerkomitees, Oldenbourg Verlag, München 1996, ISBN 3-486-56272-X, S. 155–164.
- Föderalismus als gestaltendes Prinzip in der Gründungsgeschichte der Bundesrepublik. Das Beispiel Rheinland-Pfalz. In: Michael Matheus (Hrsg.): Regionen und Föderalismus (= Mainzer Vorträge. Band 2). Franz Steiner Verlag, Stuttgart 1997, ISBN 3-515-06879-1, S. 65–79.
- Zwischen Londoner Ultimatum und Rapallo. Joseph Wirth und die deutsche Außenpolitik 1921/22. In: Historische Mitteilungen 13, Heft 1, 2000, S. 150–173.
- Herausforderungen und Bedrohungen im Zeichen des Hakenkreuzes. In: Martin Persch, Bernhard Schneider (Hrsg.): Geschichte des Bistums Trier. Band 5: Beharrung und Erneuerung (= Veröffentlichungen des Bistumsarchivs Trier. Band 19). Paulinus Verlag, Trier 2004, ISBN 3-7902-0275-4, S. 623–670.
- Machtkampf oder mehr? Ein Beitrag zu den schwierigen Anfängen der CSU bis zum Jahre 1949. In: Historisch-Politische Mitteilungen 17, 2010, S. 113–148.
- Rheinland-Pfalz, der Wein und Europa 1970–1990. In: Geschichte im Westen 27, 2012, S. 211–235.